# Madougou (Mali)
Pour les articles homonymes, voir Madougou.
Madougou est une localité et une commune rurale du Mali, chef-lieu d'arrondissement dans le cercle de Koro et la région de Bandiagara.

## Villages
La commune s'étend sur 30 localités relevées lors du recensement général de 2009. 
Les villages les plus peuplés sont :
- Madougou Peulh (2 497 habitants)
- Domnosogou (2 095 habitants)
- Karakinde Peulh (2 031 habitants)